# Aurières (Aveyron)
Ancienne commune de l'Aveyron, la commune d'Aurières a été supprimée en 1833. Son territoire a été partagé entre les communes de Montézic et de Saint-Symphorien.

## Toponymie
Il s'agit d'un toponyme ayant désigné un lieu où l'on trouvait de l'or.